# Berlare
Ne doit pas être confondu avec Berlaar.
Berlare est une commune néerlandophone de Belgique située en Région flamande, dans la province de Flandre-Orientale.

## Sections de la commune
| # | Section   | Superf. (km²) | Habitants (2020) | Habitants par km² | Code INS |
| - | --------- | ------------- | ---------------- | ----------------- | -------- |
| 1 | Berlare   | 17,76         | 8.418            | 474               | 42003A   |
| 2 | Uitbergen | 6,61          | 2.027            | 307               | 42003B   |
| 3 | Overmere  | 13,76         | 4.645            | 337               | 42003C   |

## Héraldique
|  | La commune possède des armoiries qui lui ont été octroyées à l'origine le 4 novembre 1854 et de nouvelles armoiries lui ont été octroyées le 2 février 1982. Les anciennes étaient basées sur le sceau du village datant du XVIIIe siècle et montraient saint Martin, le saint patron, coupant son manteau pour un mendiant. Après la fusion des communes du 1er janvier 1977, les armoiries ont été changées. Les nouvelles armoiries montrent les anciennes dans la moitié supérieure et les armoiries d'Overmere et d'Uitbergen dans la moitié inférieure. Les armoiries d'Overmere lui avaient été octroyées le 13 octobre 1819 et à nouveau le 30 novembre 1838. Elles apparaissent sur le sceau de 1649 pour Uitbergen et Overmere. Ce sont celles de la famille Van Massemen qui a acquis le village en 1312. Une image de ces armoiries peut également être vue sur une carte de la région de 1656. Leur blasonnement est repris dans celui traité ici en 2 b. Les armoiries d'Uitbergen lui avaient été octroyées le 16 septembre 1898. Leur origine n'est pas connue. On a supposé que ces armoiries étaient basées sur les armes du seigneur médiéval van Uytenberghe qui utilisait trois coquilles Saint-Jacques. Aucune relation avec le village n'est cependant connue. Leur blasonnement est repris dans celui traité ici en 2 a. Blasonnement : Coupé: 1. D'argent à un saint Martin au mendiant, le tout au naturel. 2. Parti: a. de sable à six coquilles d'argent, posées 3,2 et 1. b. D'azur à un lion d'or, armé et lampassé de gueules, à une bande de gueules brochant sur le tout, chargée de trois croix pattées d'argent rangées en bande. Source du blasonnement : Heraldy of the World. |

## Démographie

### Évolution démographique: Avant la fusion des communes
- Sources : INS, Rem. : 1831 jusqu'en 1970 = recensements, 1976 = nombre d'habitants au 31 décembre[5].

### Évolution démographique de la commune fusionnée
Graphe de l'évolution de la population de la commune. Les données ci-après intègrent les anciennes communes dans les données avant la fusion en 1977.
- Source : DGS - Remarque: 1831 jusqu'à 1981=recensement; depuis 1990=nombre d'habitants chaque 1er janvier[6]

## Sécurité et secours
La commune dépend de la zone de police Berlare/Zele pour les services de police ainsi que de la Zone de secours Flandre Orientale Est pour les services de pompiers. Ces deux services utilisant le numéro d'urgence européen « 112 » pour être contactés.

## Patrimoine
- Domaine Nieuwdonk (nl)[7].
- Château de Berlare